# Имя собственное
И́мя со́бственное (калька с лат. nomen proprium, которое в свою очередь является калькой с греч. ὄνομα κύριον), со́бственное и́мя, о́ним (от греч. ὄνυμα — имя, название) — слово, словосочетание или предложение, предназначенное для выделения конкретного объекта из ряда однотипных объектов, индивидуализируя этот объект. В состав собственных имён могут входить любые части речи, артикли, предлоги. В отличие от других слов, имя собственное не связано непосредственно с понятием, его основное значение заключается в его связи с обозначаемым.
Имена собственные исследует ономастика. Она противопоставляет онимы апеллятивам, под которыми понимается весь остальной лексический состав языка. В классе существительных имя собственное противопоставляется имени нарицательному, таким образом, понятие «апеллятивная лексика» не совпадает с понятием «нарицательные имена».
В большинстве языков мира, имеющих алфавит и различие между строчными и прописными буквами, имена собственные пишутся с прописной буквы.

## Типы имён
К именам собственным, в частности, относятся:

### Имена людей
- личное имя — имя при рождении человека
- отчество — патроним — именования по отцу, деду и т. д.
- матчество — матроним — передаваемый от матери, является противоположностью отчества (патронима)
- фамилия — родовое или семейное имя
- прозвище
- псевдоним — индивидуальный или групповой
- криптоним — скрываемое имя
- антропонимы литературных произведений (литературная антропонимика)
- эпоним, (от др.-греч. ἐπώνῠμος — «дающий имя») — божество, реальный или легендарный человек или герой, в честь которого получил своё имя какой-либо географический объект.
- ономатет (от др.-греч. ονοματοθετες — «имядатель») — божество, реальный или легендарный человек или герой, присвоивший, нарекший именем.

### Имена богов и животных
- Теонимы — имена богов
- зоонимы — клички в этом случае

### Географические названия
Среди топонимов выделяются различные классы — такие как
- Ойконимы — названия населённых мест (от др.-греч. οἶκος — жилище, обиталище).
- Гидронимы — названия рек (от др.-греч. ὕδωρ — вода).
- Оронимы — названия гор (от др.-греч. ὄρος — гора).
- Урбонимы — названия внутригородских объектов (от лат. urbanus — городской).
- Годонимы — названия улиц (от др.-греч. ὁδός — путь, дорога, улица, русло).
- Агоронимы — названия площадей (от др.-греч. ἀγορά — площадь).
- Дромонимы — названия путей сообщения (от др.-греч. δρόμος — бег, движение, путь).
- Микротопонимы — названия небольших незаселённых объектов (от др.-греч. μικρός — малый).
- Хоронимы — названия больших областей, стран, обширных пространств.

### Другие названия
- Названия произведений литературы и искусства («Евгений Онегин», «Мона Лиза», «Восемь с половиной», «По волне моей памяти»).
- Названия периодических изданий («Вокруг света»).
- Названия радио- и телевизионных программ («Большая разница»).
- Названия интернет-сайтов («Одноклассники.ru»).
- Названия товаров и торговых марок («Кока-кола»).
- Названия организаций, предприятий, учреждений и коллективов (Московский государственный университет, завод «Кристалл», группа «Битлз»), а также их сокращения.
- Названия общественных акций, мероприятий и праздников (Хеллоуин).
- Названия уникальных искусственных объектов и сооружений (кинотеатр «Москва»).
- Названия уникальных природных объектов и явлений (ураган «Катрина»).
- Аэронаутонимы — названия атмосферных летательных аппаратов: самолётов, вертолётов, аэростатов, дирижаблей, ракет и т. д. («Антей», «Илья Муромец», «Аллигатор»).
- Названия исторических событий и документов (Возрождение, Великая хартия вольностей)[4].

## Перевод имён собственных
Имена собственные на русский язык в общем случае не подлежат смысловому переводу — они передаются с помощью правил практической транскрипции, транслитерации или принципа этимологического соответствия (транспозиции).
При практической транскрипции слово записывается буквами кириллицы с приблизительным сохранением его звукового облика в исходном языке, но также с возможным учётом написания в оригинале и сложившихся традиций. Практическую транскрипцию следует отличать от фонетической транскрипции, основанной только на как можно более точной передаче звучания.
Многие имена собственные пришли в русский язык давно и не всегда из первоисточника. Это особенно касается географических, исторических, религиозных, фольклорно-мифологических и литературных имён и названий. Не все из них читаются и пишутся так, как предполагают современные нормы и рекомендации в области практической транскрипции, но традиционные эквиваленты всё равно используют, чтобы не вступать в противоречие с существующим массивом исторических, энциклопедических и литературных источников, а также чтобы поддержать тождество имени собственного в языке перевода.
При транслитерации количество неоднозначностей меньше, поскольку слово переводится побуквенно согласно таблице соответствий символов, но побуквенный перевод далеко не всегда соответствует реальному звучанию слова в языке оригинала, кроме того, опять же не всегда удобен в произношении носителями русского языка. Транслитерация используется очень редко, например, при оформлении международных паспортов.
При транспозиции для передачи друг друга используются различающиеся по форме, но имеющие общее этимологическое происхождение имена собственные из разных языков.
В художественной литературе, однако, нередко встречаются «говорящие» имена собственные, требующие именно перевода. Нора Галь отмечает по этому поводу, приводя примеры из Марка Твена:

Читатель не так много потеряет, не узнав, что селение Хоукай — это Ястребиный глаз: ну, ещё одна живописная черточка, не более того. Но вот городок называется Мирная обитель или Коррупция — это уже не пустяк. Оставить Сент-Рест или Корапшен вместо хотя бы Корыстенвил — значит обокрасть читателя.

## Любительская лингвистика
Известный лингвист А. А. Зализняк отмечает особую роль собственных имен в любительской лингвистике. Констатируя часто встречающиеся совпадения иностранных топонимов со словами русского языка (города Вена, Рига, Киль; остров и город Хитра (в Норвегии), горы Дева (в Японии), остров Моча (Чили), мыс Горн (Аргентина) и др.), Зализняк отмечает, что лингвисты-любители склонны к тому, чтобы рассматривать такие совпадения как глубоко знаменательные и пытаться разгадать пути, по которым русские названия пришли в иные страны.